# Aglyptodactylus
Aglyptodactylus es un género de ranas perteneciente a la familia Mantellidae. Son endémicas de Madagascar.
Es característica típica del género la piel dorsal lisa y marrón, con marcas laterales negras en la cabeza y en la región inguinal.

## Especies
Se reconocen las 6 siguientes según ASW:
- Aglyptodactylus australis[3] Köhler, Glaw, Pabijan & Vences, 2015
- Aglyptodactylus chorus[3] Köhler, Glaw, Pabijan & Vences, 2015
- Aglyptodactylus inguinalis Günther, 1877
- Aglyptodactylus laticeps Glaw, Vences & Böhme, 1998
- Aglyptodactylus madagascariensis (Duméril, 1853)
- Aglyptodactylus securifer Glaw, Vences & Böhme, 1998.